# Port lotniczy Forlì
Port lotniczy Forlì (IATA: FRL, ICAO: LIPK) – międzynarodowy port lotniczy położony 1,5 km na południowy wschód od Forlì. W 2008 obsłużył ponad 830 tys. pasażerów. Port zamykany jest o 24.00. Między 2011 a 2020 wszystkie operacje regularne były zawieszone.

## Linie lotnicze i połączenia[2]
| Linia Lotnicza | Kierunek |
| -------------- | --- |
| GoTo Fly       | Sezonowo: 1. Alghero 2. Brindisi 3. Cagliari 4. Katania 5. Comiso 6. Kefalonia 7. Lampedusa 8. Lourdes 9. Neapol 10. Olbia 11. Pantelleria 12. Tirana 13. Trapani 14. Zadar 15. Zakintos |
| Ryanair        | 1. Katowice 2. Palermo |